# Болеславув (Отвоцький повіт)
Болеславув (пол. Bolesławów) — село в Польщі, у гміні Вйонзовна Отвоцького повіту Мазовецького воєводства.
Населення — 104 особи (2011).
У 1975-1998 роках село належало до Варшавського воєводства.

## Демографія
Демографічна структура станом на 31 березня 2011 року:
|          | Загалом | Допрацездатний вік | Працездатний вік | Постпрацездатний вік |
| -------- | ------- | ------------------ | ---------------- | -------------------- |
| Чоловіки | 51      | 11                 | 31               | 9                    |
| Жінки    | 53      | 8                  | 32               | 13                   |
| Разом    | 104     | 19                 | 63               | 22                   |